# Ilse Ibach
Ilse Ibach (* 12. April 1921 als Ilse Kugelberg in Hamburg; † 4. April 2002) war eine deutsche Schriftstellerin.

## Leben
Ilse Ibach legte 1939 die Reifeprüfung ab, konnte allerdings kriegsbedingt kein Studium aufnehmen. Sie lebte als Hausfrau in Neckarsulm. Seit den Fünfzigerjahren veröffentlichte sie eine Reihe von Kinder- und Jugendbüchern sowie Hörspiele. 

## Werke
- Ich heiße Holle. Ensslin & Laiblin, Reutlingen 1958.
- Die Mädchen aus dem Sperlingshaus. Ensslin & Laiblin, Reutlingen 1959.
- Keine Angst vor morgen. Ensslin & Laiblin, Reutlingen 1961.
- Florian sucht Caroline. Ensslin & Laiblin, Reutlingen 1965.
- Das Trio. Herder, Freiburg i. Br. [u. a.] 1968.
- Ich will die rote Katze suchen. Ensslin und Laiblin, Reutlingen 1978, ISBN 3-7709-0431-1.
- Gülan mit der roten Mütze. Maier, Ravensburg 1981, ISBN 3-473-39663-X.
- Fisch und Frosch und Wasserfloh. Rowohlt, Reinbek bei Hamburg 1986, ISBN 3-499-20411-8.
- Robin Hut. Rowohlt, Reinbek bei Hamburg 1986, ISBN 3-499-20419-3.
- Lisa mit den großen Ohren. Rowohlt, Reinbek bei Hamburg 1988, ISBN 3-499-20512-2.